# Долгая дорога вокруг света
Долгая дорога вокруг света (англ. Long Way Round) — британский документальный телесериал о кругосветном путешествии Юэна Макгрегора и Чарли Бурмана из Лондона в Нью-Йорк на мотоциклах. Длина маршрута составила 31 тыс. км, путь пролегал через Евразию и Северную Америку.

## Кругосветное путешествие
В начале 2004 года Юэн объявил о решении сделать перерыв в работе и отправиться в кругосветное путешествие вместе со своим другом, актёром Чарли Бурманом (они познакомились семью годами ранее на съёмках «Поцелуя змеи»). 14 апреля друзья стартовали из Лондона на мотоциклах, предоставленных BMW, и за 15 недель покрыли расстояние в 30 тысяч километров. Они пересекли Восточную Европу, Россию (один из отрезков маршрута пролегал через Колыму), Украину, Казахстан и Монголию, затем переправились через Берингов пролив и продолжили путешествие по территории Аляски, Канады и США, 29 июля финишировав в Нью-Йорке. Всего они преодолели 12 стран. Единственными участками маршрута которые пришлось проехать без мотоциклов стали: 50 километровый тоннель через Ла-Манш и 930 км поездом в Сибири чтобы обойти участок дороги Чита-Хабаровск непроходимый по погодным условиям в том году, а также перелет в 4031 км Магадан - Анкоридж.
На европейской части маршрута команда останавливалась в основном в отелях, но в степях Казахстана и Монголии им часто приходилось спать в палатках в степи
Перемещения Макгрегора и Бурмана были зафиксированы на камеру (снимали как сами путешественники, так и профессиональный оператор), и по их возвращении вышел документальный фильм под названием «Долгая дорога вокруг света». Кроме того была издана книга с описанием и фотографиями поездки. 

## Мотоциклы
Команда выбирала между мотоциклами BMW и KTM, остановившись на последнем, но за несколько месяцев до старта KTM отказались от сотрудничества, сославшись на невозможность преодоления маршрута в районе Сибири. 
В итоге был подписан контракт с BMW на предоставление трех BMW R1150GS, которые были модифицированы, чтобы помочь команде выполнить и задокументировать свою миссию. Они также были оснащены камерами, микрофонами и экранами дисплея, установленными на приборных панелях. Настроенный GPS со специально нанесенными на карту путевыми точками в Монголии и Сибири был критически важен в районах без дорог и указателей.

## Отношение с властями
Когда группа проходила таможню из Чехии в Словакию, они поняли, что не получили штамп в своих документах ATA Carnet (документ, гарантирующий, что дорогие предметы, ввезенные в страну, не будут проданы) при въезде в Чехию. Это могло привести к изъятию их видеокамер, но была дана взятка и команде разрешили продолжить. Похожая проблема возникла при пересечении границы с Украиной: пограничники настаивали на том, чтобы предъявить оригиналы свидетельств о регистрации транспортных средств, тогда как у группы были только ксерокопии. Прождав около двенадцати часов, МИД Украины связался с блокпостом и потребовал пропустить группу.
Полиция Казахстана часто настаивала на сопровождении их по стране. Поездка стала местной новостью, и полиция привезла их на импровизированные приветственные вечеринки, обычно с участием съемочной группы телевизионных новостей и подношений ферментированного молока. Команда устала от этих внеплановых мероприятий и в конце концов настояла на том, чтобы им разрешили путешествовать в одиночку. После инцидента, когда пассажир проезжающей машины наставил на них пистолет на безлюдном участке шоссе, команда осознала ценность защиты полиции и была рада видеть власти, когда они добрались до следующего города.

## Несчастные случаи
Юэну МакГрегору дважды попадал бензин в глаза (недавно подвергшиеся лазерной коррекции) на заправочных станциях, в одном из которых потребовалась поездка к окулисту в Украине. В первом случае Бурман попытался остановить бензонасос, приложив палец к форсунке, мощная струя топлива попала прямо в лицо Макгрегору; во втором при заправке из бака самого МакГрегора хлынул бензин.
В Казахстане после укуса комара, лоб и рука МакГрегора сильно распухли. 
Расс Малкин (продюсер) и врач Василий катались на внедорожнике в Монголии и перевернулись получив незначительные травмы.
Бурман сильно повредил левое плечо в Сибири и не мог ехать несколько дней. МакГрегора сбил очень молодой водитель недалеко от Калгари, и ему повезло, что его багаж принял на себя основной удар того, что могло быть очень серьезным инцидентом.
На следующий день Бурман был сбит водителем, который на малой скорости врезался в него, но без травм и серьезных повреждений. 
У Оператора Клаудио фон Планта украли его палатку и личные вещи, оставленные без присмотра в Сибири. У Бурмана также украли бумажник из джинсов в некоторых природных горячих источниках в Канаде, он потерял 500 американских долларов и 400 евро вместе с кредитными картами.

## Поломки
Первая поломка случилась после небольшой аварии в Монголии у мотоцикла Фон Планта (оператора) треснула рама. Бурман смог временно починить каркас с помощью небольшой детали и проводов что позволило доехать до ближайшего города и там заварить по-настоящему. Но из-за того что во время сварки не был отключен аккумулятор вышла из строя антиблокировочная система. Пришлось покупать на местном рынке новый ИЖ "Планета-5" примерно за 1000 долларов. 
Вторая поломка случилась почти через 300 км от первой, у нового "Ижа" заклинило коробку передач, справится с поломкой помогли пара местных проезжавших мимо.

## Продолжения
В 2007 году та же команда сняла продолжение Долгий путь на юг. На этот раз они начали свое путешествие с севера Шотландии – городка Джон О'Гротс (крайняя северная точка Шотландии)  и закончили в Кейптауне на Мысе Доброй Надежды (крайняя южная точка Африки). 
В 2019 году наконец удалось завершить третью часть путешествия Долгий путь на север. По разным обстоятельствам его пришлось отложить на 12 лет. Маршрут пролегал через Южную, Центральную и часть Северной Америки в Лос-Анджелес и занял больше 20 000км.
1. ↑  They left London on identical, all-terrain motorcycles, provided by BMW, on April 14, travelling through Eastern Europe, Russia, Kazakhstan, Mongolia, Siberia, and across the Bering Sea to Alaska and Canada. Times (недоступная ссылка)